# Radeon HD 7000
A série Radeon HD 7000, codinome "Southern Islands", é uma família de GPUs desenvolvida pela AMD, e fabricada no processo da 28 nm da TSMC. O principal concorrente da Southern Islands, a GeForce 600 Series da Nvidia (também fabricada na TSMC), também enviada durante o primeiro trimestre de 2012, em grande parte devido à imaturidade do processo de 28 nm.

## Arquitetura
O Graphics Core Next foi introduzido com a série Radeon HD 7000.
- Uma GPU que implementa o Graphics Core Next é encontrada na Radeon HD 7730 e nas GPUs discretas de marca superior.
- Uma GPU implementando TeraScale (microarquitetura) versão "Evergreen (VLIW5)" é encontrada na Radeon HD 7670 e GPUs discretas de marca inferior.
- Uma GPU implementando TeraScale (microarquitetura) versão "Northern Islands (VLIW4)" é encontrada em APUs cujas GPUs são marcadas com a série Radeon HD 7000.
- A conformidade com OpenGL 4.x requer suporte a sombreadores FP64. Eles são implementados por emulação em algumas GPUs TeraScale (microarquitetura).
- Vulkan 1.0 requer arquitetura GCN. Vulkan 1.1 requer 2ª geração real de GCN ou superior (aqui apenas HD 7790).[12] Em drivers mais recentes, o Vulkan 1.1 no Windows e Linux é compatível com todas as GPUs baseadas na arquitetura GCN.

### Suporta a vários monitores
Os controladores de exibição on-die AMD Eyefinity foram introduzidos em setembro de 2009 na série Radeon HD 5000 e estão presentes em todos os produtos desde então.

### Aceleração de vídeo
Tanto o Unified Video Decoder (UVD) quanto o Video Coding Engine (VCE) estão presentes nas matrizes de todos os produtos e são suportados pelo AMD Catalyst e pelo Driver de dispositivo gráfico gratuito e de código aberto#ATI/AMD.

### OpenCL (API)
O OpenCL acelera muitos pacotes de software científicos contra a CPU até o fator 10 ou 100 e mais. Open CL 1.0 a 1.2 são suportados para todos os chips com arquitetura Terascale e GCN. OpenCL 2.0 é suportado com GCN 2nd Gen. ou 1.2 e superior. Para OpenCL 2.1 e 2.2, somente atualizações de driver são necessárias com placas compatíveis com OpenCL 2.0.

### Vulkan (API)
Vulkan 1.1 é compatível com todos com arquitetura GCN com drivers recentes no Linux e Windows. Vulkan 1.2 está disponível para GCN 2nd Gen ou superior com Windows Adrenalin 20.1 (e mais recente) e Linux Mesa 20.0 (e mais recente).

## Produtos de desktop

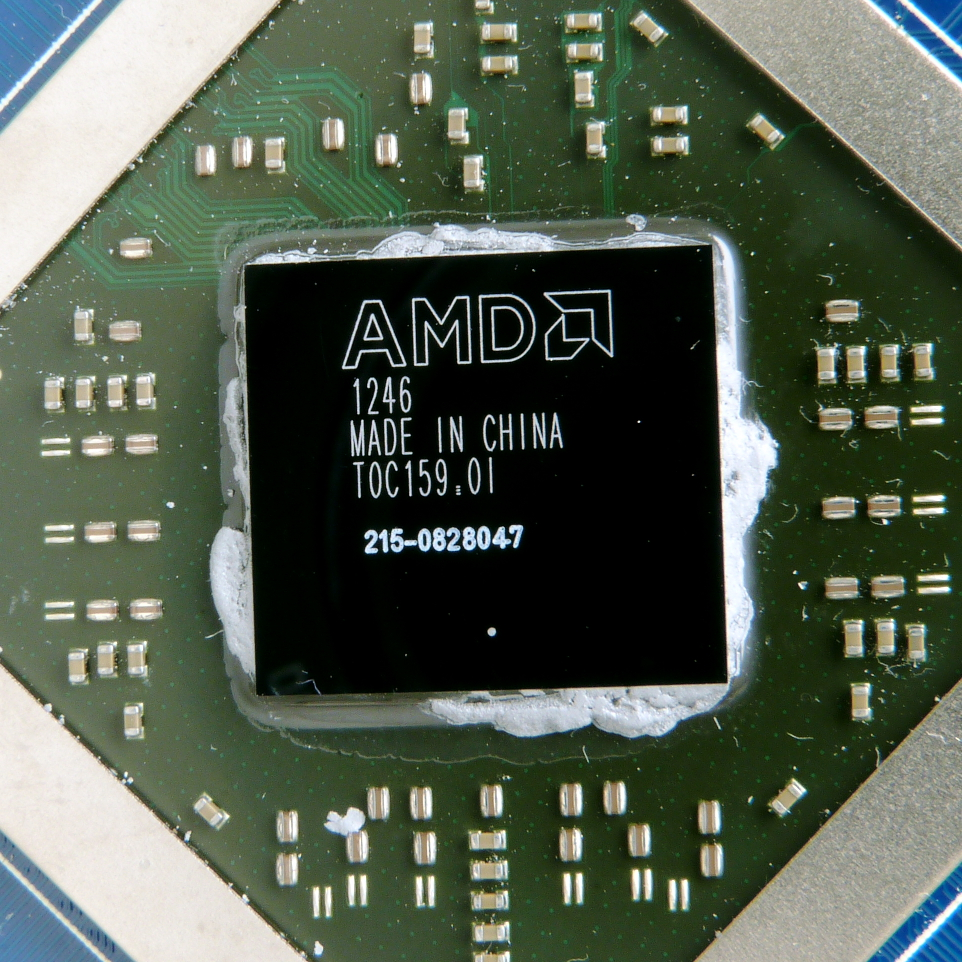
A matriz e o pacote de uma placa de vídeo Radeon HD 7870.

A linha de produtos de 28 nm é dividida em três matrizes (Tahiti, Pitcairn e Cabo Verde), cada uma com unidades de sombreamento altamente crescentes (32, 20 e 10, respectivamente). Embora isso proporcione um grande aumento no ponto flutuante de precisão simples, há, no entanto, uma diferença significativa no poder de computação de precisão dupla. O Tahiti tem uma taxa de transferência de precisão dupla máxima de ¼ em relação à sua taxa de transferência de precisão única, enquanto as outras duas matrizes de consumo menores podem atingir apenas uma proporção de 1/16. Enquanto cada dado maior tem dois controladores de memória adicionais ampliando seu barramento em 128 bits, Pitcairnm no entanto, tem as mesmas unidades de tesselator dual front-end que Tahiti dando-lhe desempenho semelhante aos seus irmãos maiores em benchmarks de tesselação DX11.

### Radeon HD 7900
Com o codinome Tahiti, a série Radeon HD 7900 foi anunciada em 22 de dezembro de 2011. Os produtos incluem a Radeon 7970 GHz Edition, Radeon HD 7970 e Radeon HD 7950. A Radeon HD 7970 apresenta 2.048 núcleos de fluxo utilizáveis, enquanto a Radeon HD 7950 tem 1.792 núcleos de fluxo utilizáveis, já que 256 dos 2.048 núcleos são desativados durante o product binning, que detecta áreas defeituosas de um chip. As placas são os primeiros produtos a aproveitar a nova arquitetura de computação "Graphics Core Next" da AMD. Ambas as placas são equipadas com memória GDDR5 de 3 GB e fabricados no processo de 28 nm da TSMC. O Taiti GPU também é usada na Radeon HD 7870 XT, lançada em 19 de novembro de 2012. Nesse caso, um quarto dos processadores de fluxo está desabilitado, dando 1536 núcleos utilizáveis. Além disso, a interface de memória foi rebaixada de 384 bits para 256 bits, juntamente com uma redução no tamanho da memória de 3 GB para 2 GB.

### Radeon HD 7800
Com o codinome Pitcairn, a série Radeon HD 7800 foi formalmente apresentada em 5 de março de 2012, com disponibilidade no varejo a partir de 19 de março de 2012. Os produtos incluem a Radeon HD 7870 e a Radeon HD 7850. A Radeon HD 7870 apresenta 1280 núcleos de fluxo utilizáveis, enquanto a Radeon HD 7850 tem 1024 núcleos de stream utilizáveis. Ambas as placas são equipadas com memória GDDR5 de 2 GB (alguns 7850s oferecem 1 GB) e fabricados no processo de 28 nm da TSMC.

### Radeon HD 7700
Com o codinome Cape Verde, a série Radeon HD 7700 foi lançada em 15 de fevereiro de 2012. Os produtos incluem a Radeon HD 7770 GHz Edition e a Radeon HD 7750. A Radeon HD 7770 GHz Edition apresenta 640 núcleos de fluxo baseados na arquitetura GCN, enquanto a Radeon HD 7750 tem apenas 512 núcleos de stream utilizáveis. Ambos os cartões são equipados com 1 GB de memória GDDR5 e fabricados em 28 nm. Em 22 de março de 2013, outra placa, Radeon HD 7790, foi introduzida nesta série. Esta placa é baseada na arquitetura Bonaire, que apresenta 896 núcleos de fluxo usando tecnologia GCN de 2ª geração, uma atualização incremental. Em maio de 2013, a AMD lançou a Radeon HD 7730, baseada no processador gráfico Cape Verde LE. Possui um barramento de memória de 128 bits, 384 núcleos de fluxo, 8 ROPs e uma velocidade de clock de até 800 MHz. O HD 7730 veio com variantes GDDR5 e DDR3, rodando em velocidades de clock de memória de 1125 MHz e 900 MHz, respectivamente. O uso de carga de energia foi reduzido em 14,5% (47W) em comparação com a Radeon HD 7750 (55W).

## Tabela de chipsets

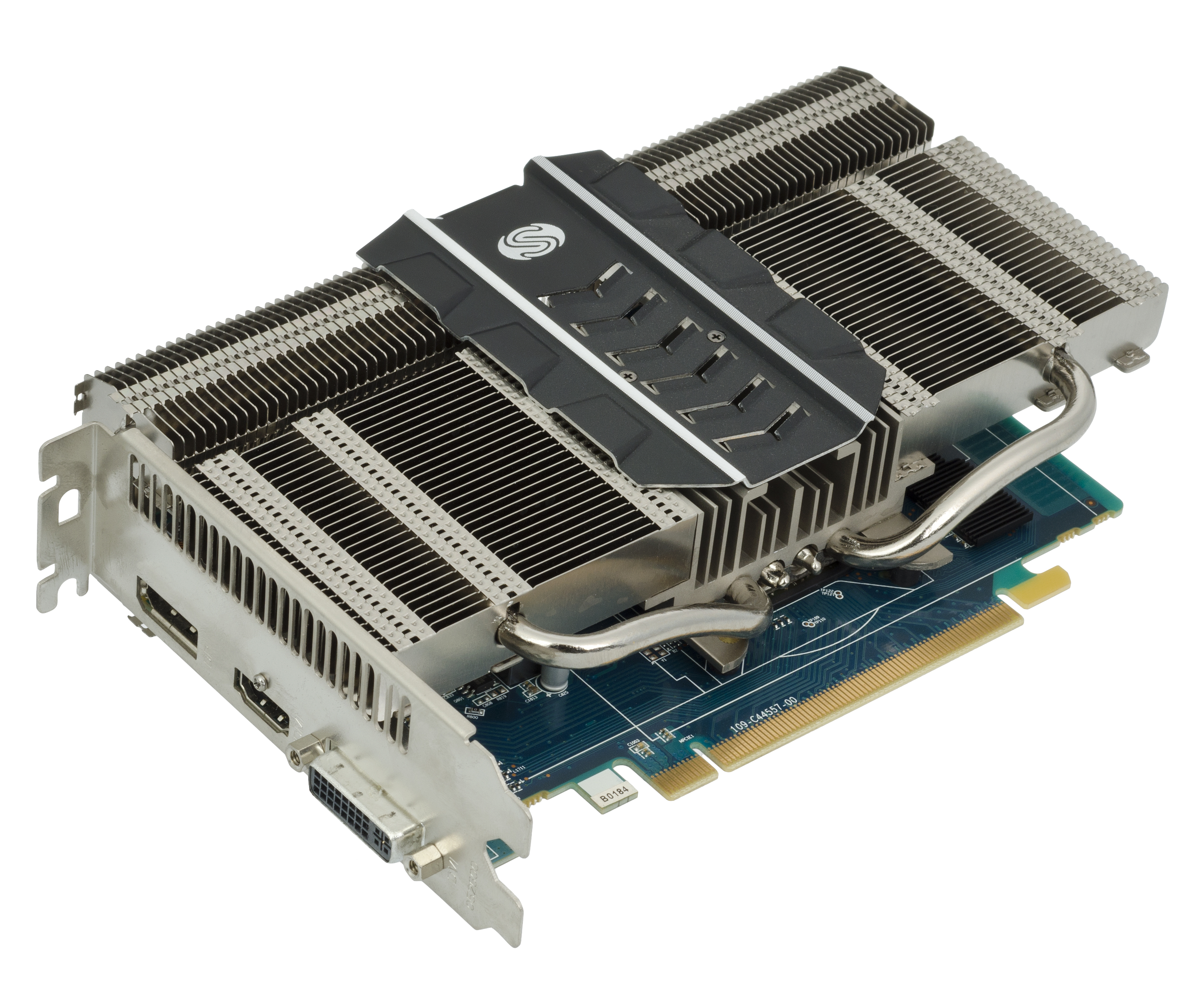
Placa Radeon HD 7750 usando um design fanless

### Produtos de desktop
- O modelo HD 7790 é projetado mais como os modelos 7800–7900 em vez do 7700 apresentando taxa primitiva 2x em vez de 1x que é encontrado nas outras placas 7700.[21]
- Bonaire XT é a única placa da série 7000 compatível com True Audio.

| Modelo (Codinome)                          | Lançamento              | Arquitetura Fab   | Transístores Diâmetro da matriz | Core           | Core        | Taxa de preenchimento | Taxa de preenchimento | Poder de processamento (GFLOPS) | Poder de processamento (GFLOPS) | Memória        | Memória                      | Memória     | Memória                 | TDP (Watts)  | TDP (Watts)  | Interface de barramento | Preço de lançamento (USD) |
| Modelo (Codinome)                          | Lançamento              | Arquitetura Fab   | Transístores Diâmetro da matriz | Config         | Clock (MHz) | Textura (GT/s)        | Pixel (GP/s)          | Single                          | Double                          | Tamanho (MiB)  | Tipo e largura do barramento | Clock (MHz) | Largura de banda (GB/s) | Idle         | Max.         | Interface de barramento | Preço de lançamento (USD) |
| ------------------------------------------ | ----------------------- | ----------------- | ------------------------------- | -------------- | ----------- | --------------------- | --------------------- | ------------------------------- | ------------------------------- | -------------- | ---------------------------- | ----------- | ----------------------- | ------------ | ------------ | ----------------------- | ------------------------- |
| Radeon HD 7350 (Cedar)                     | janeiro de 2012         | TeraScale 2 40 nm | 292×106 59 mm2                  | 80:8:4         | 400 650     | 3.2 5.2               | 1.6 2.6               | 104                             | —                               | 256 512        | DDR2 DDR3 64-bit             | 400 800 900 | 6.4 12.8 14.4           | 6.4          | 19.1         | PCIe 2.1 ×16            | OEM                       |
| Radeon HD 7450 (Caicos)                    | janeiro de 2012         | TeraScale 2 40 nm | 370×106 67 mm2                  | 160:8:4        | 625 750     | 5.0 6.0               | 2.5 3.0               | 200 240                         | —                               | 512 1024       | DDR3 64-bit                  | 533 800     | 8.5 12.8                | 9            | 18           | PCIe 2.1 ×16            | OEM                       |
| Radeon HD 7470 (Caicos)                    | janeiro de 2012         | TeraScale 2 40 nm | 370×106 67 mm2                  | 160:8:4        | 625 775     | 5.0 6.2               | 2.5 3.1               | 200 248                         | —                               | 512 1024       | DDR3 GDDR5 64-bit            | 800 900     | 12.8 28.8               | 9            | 27           | PCIe 2.1 ×16            | OEM                       |
| Radeon HD 7510 (Turks LE)                  | Fevereiro de 2013       | TeraScale 2 40 nm | 716×106 118 mm2                 | 320:16:4       | 650         | 10.4                  | 2.6                   | 416                             | —                               | 1024           | DDR3 128-bit                 | 667         | 21.3                    | Desconhecido | Desconhecido | PCIe 2.1 ×16            | OEM                       |
| Radeon HD 7570 (Turks Pro-L)               | janeiro de 2012         | TeraScale 2 40 nm | 716×106 118 mm2                 | 480:24:8       | 650         | 15.6                  | 5.2                   | 624                             | —                               | 512 1024       | DDR3 GDDR5 128-bit           | 900 1000    | 28.8 64                 | 10 11        | 44 60        | PCIe 2.1 ×16            | OEM                       |
| Radeon HD 7670 (Turks XT)                  | janeiro de 2012         | TeraScale 2 40 nm | 716×106 118 mm2                 | 480:24:8       | 800         | 19.2                  | 6.4                   | 768                             | —                               | 512 1024       | GDDR5 128-bit                | 1000        | 64                      | 12           | 66           | PCIe 2.1 ×16            | OEM                       |
| Radeon HD 7730 (Cape Verde LE)             | Abril de 2013           | GCN 1st gen 28 nm | 1500×106 123 mm2                | 384:24:8       | 800         | 19.2                  | 6.4                   | 614.4                           | 38.4                            | 1024           | DDR3 GDDR5 128-bit           | 1125        | 25.6 72                 | 10           | 47           | PCIe 3.0 ×16            | $60                       |
| Radeon HD 7750 (Cape Verde Pro)            | 15 de fevereiro de 2012 | GCN 1st gen 28 nm | 1500×106 123 mm2                | 512:32:16      | 800 900     | 25.6 28.8             | 12.8 14.4             | 819.2 921.6                     | 51.2 57.6                       | 1024 2048 4096 | DDR3 GDDR5 128-bit           | 800 1125    | 25.6 72                 | 10           | 55           | PCIe 3.0 ×16            | $110                      |
| Radeon HD 7770 GHz Edition (Cape Verde XT) | 15 de fevereiro de 2012 | GCN 1st gen 28 nm | 1500×106 123 mm2                | 640:40:16      | 1000        | 40                    | 16                    | 1280                            | 80                              | 1024 2048      | GDDR5 128-bit                | 1125        | 72                      | 10           | 80           | PCIe 3.0 ×16            | $160                      |
| Radeon HD 7790 (Bonaire XT)                | 22 de março de 2013     | GCN 2nd gen 28 nm | 2080×106 160 mm2                | 896:56:16      | 1000        | 56.0                  | 16.0                  | 1792                            | 128                             | 1024 2048      | GDDR5 128-bit                | 1500        | 96                      | 10           | 85           | PCIe 3.0 ×16            | $150                      |
| Radeon HD 7850 (Pitcairn Pro)              | 19 de março de 2013     | GCN 1st gen 28 nm | 2800×106 212 mm2                | 1024:64:32     | 860         | 55.04                 | 27.52                 | 1761.28                         | 110.08                          | 1024 2048      | GDDR5 256-bit                | 1200        | 153.6                   | 10           | 130          | PCIe 3.0 ×16            | $250                      |
| Radeon HD 7870 GHz Edition (Pitcairn XT)   | 19 de março de 2013     | GCN 1st gen 28 nm | 2800×106 212 mm2                | 1280:80:32     | 1000        | 80                    | 32                    | 2560                            | 160                             | 2048           | GDDR5 256-bit                | 1200        | 153.6                   | 10           | 175          | PCIe 3.0 ×16            | $350                      |
| Radeon HD 7870 XT (Tahiti LE)              | 19 de novembro de 2012  | GCN 1st gen 28 nm | 4313×106 352 mm2                | 1536:96:32     | 925 975     | 88.8                  | 29.6                  | 2841.6 2995.2                   | 710.4 748.8                     | 2048           | GDDR5 256-bit                | 1500        | 192.0                   | 15           | 185          | PCIe 3.0 ×16            | $270                      |
| Radeon HD 7950 (Tahiti Pro)                | 31 de janeiro de 2012   | GCN 1st gen 28 nm | 4313×106 352 mm2                | 1792:112:32    | 800         | 89.6                  | 25.6                  | 2867.2                          | 717                             | 3072           | GDDR5 384-bit                | 1250        | 240                     | 15           | 200          | PCIe 3.0 ×16            | $450                      |
| Radeon HD 7950 Boost (Tahiti Pro2)         | 14 de agosto de 2012    | GCN 1st gen 28 nm | 4313×106 352 mm2                | 1792:112:32    | 850 925     | 103.6                 | 29.6                  | 3046.4 3315.2                   | 761.6 828.8                     | 3072           | GDDR5 384-bit                | 1250        | 240                     | 15           | 225          | PCIe 3.0 ×16            | $330                      |
| Radeon HD 7970 (Tahiti XT)                 | 9 de janeiro de 2012    | GCN 1st gen 28 nm | 4313×106 352 mm2                | 2048:128:32    | 925         | 118.4                 | 29.6                  | 3788.8                          | 947.2                           | 3072 6144      | GDDR5 384-bit                | 1375        | 264                     | 15           | 250          | PCIe 3.0 ×16            | $550                      |
| Radeon HD 7970 GHz Edition (Tahiti XT2)    | 22 de junho de 2012     | GCN 1st gen 28 nm | 4313×106 352 mm2                | 2048:128:32    | 1000 1050   | 128.0                 | 32                    | 4096 4300.8                     | 1024 1075                       | 3072 6144      | GDDR5 384-bit                | 1500        | 288                     | 15           | 250          | PCIe 3.0 ×16            | $500                      |
| Radeon HD 7990 (New Zealand)               | 24 de Abril de 2013     | GCN 1st gen 28 nm | 2× 4313×106 352 mm2             | 2× 2048:128:32 | 950 1000    | 2× 128                | 2× 32                 | 7782.4 8192                     | 1945.6 2048                     | 2× 3072        | GDDR5 384-bit                | 1500        | 2× 288                  | 15           | 375          | PCIe 3.0 ×16            | $1000                     |
| Modelo (Codiname)                          | Lançamento              | Arquitetura Fab   | Transístores Diâmetro da matriz | Config         | Clock (MHz) | Textura (GT/s)        | Pixel (GP/s)          | Single                          | Double                          | Tamanho (MiB)  | Tipo e largura do barramento | Clock (MHz) | Largura de banda (GB/s) | Idle         | Max.         | Interface de barramento | Preço de lançamento       |
| Modelo (Codiname)                          | Lançamento              | Arquitetura Fab   | Transístores Diâmetro da matriz | Core           | Core        | Taxa de preenchimento | Taxa de preenchimento | Poder de processamento (GFLOPS) | Poder de processamento (GFLOPS) | Memória        | Memória                      | Memória     | Memória                 | TDP (Watts)  | TDP (Watts)  | Interface de barramento | Preço de lançamento       |

1. 1 2 3 4 5 6  Valores de boost (se disponíveis) são indicados abaixo do valor base em itálico.
2. 1 2  A taxa de preenchimento da textura é calculada como o número de Unidades de mapeamento de textura multiplicado pela velocidade básica (ou boost) do clock do núcleo.
3. 1 2  A taxa de preenchimento de pixel é calculada como o número de Unidades de saída de renderização multiplicado pela velocidade de clock base (ou boost) do núcleo.
4. 1 2  O desempenho de precisão é calculado a partir da velocidade básica (ou boost) do clock do núcleo com base em uma FMA.
5. 1 2  A taxa de transferência de dados GDDR5 é quádruplo de seu clock nominal, em vez do dobro que ocorre com a memória DDR.
6. 1 2  Shaders Unificados: Unidades de Mapeamento de Textura: Unidades de Saída de Renderização
7. ↑  Não possui codificador de vídeo de hardware

### IGP (HD 7xxx)
- Todos os modelos apresentam a interface UNB/MC Bus
- Todos os modelos não possuem FP de precisão dupla
- Todos os modelos apresentam filtragem anisotrópica independente de ângulo, UVD3.2 e capacidades Eyefinity, com até quatro saídas.
- Todos os modelos são baseados no TeraScale 3 (VLIW4) usado nas GPUs Radeon HD 69xx Series (Cayman).

| Modelo          | Lançamento         | Codinome   | Arquitetura | Fab (nm) | Core Clock (MHz) | Core Clock (MHz) | Config core | Taxa de preenchimento | Taxa de preenchimento | Memória compartilhada       | Memória compartilhada | Memória compartilhada   | Poder de processamento (GFLOPS) | Conformidade com a API (versão) | Conformidade com a API (versão) | Conformidade com a API (versão) | TDP (W) | APU                                     |
| Modelo          | Lançamento         | Codinome   | Arquitetura | Fab (nm) | Base             | Turbo            | Config core | Textura (GT/s)        | Pixel (GP/s)          | Largura do barramento (bit) | Tipo de barramento    | Largura de banda (GB/s) | Poder de processamento (GFLOPS) | Direct3D                        | OpenGL                          | OpenCL                          | TDP (W) | APU                                     |
| --------------- | ------------------ | ---------- | ----------- | -------- | ---------------- | ---------------- | ----------- | --------------------- | --------------------- | --------------------------- | --------------------- | ----------------------- | ------------------------------- | ------------------------------- | ------------------------------- | ------------------------------- | ------- | --------------------------------------- |
| Radeon HD 7310  | 6 de junho de 2012 | Ontario    | TeraScale 2 | 40       | 500              | —                | 80:8:4      | 4.00                  | 2.00                  | 64                          | DDR3-1066             | 8.53                    | 80                              | 11.3 (11_0)                     | 4.5                             | 1.2                             | 18      | E2-1200                                 |
| Radeon HD 7340  | 6 de junho de 2012 | Ontario    | TeraScale 2 | 40       | 523              | 680              | 80:8:4      | 5.44                  | 2.72                  | 64                          | DDR3-1333             | 10.66                   | 83.6 108.8                      | 11.3 (11_0)                     | 4.5                             | 1.2                             | 18      | E2-1800                                 |
| Radeon HD 7480D | 1 de junho de 2012 | Scrapper   | TeraScale 3 | 32       | 723              | —                | 128:8:4     | 11.6                  | 2.9                   | 128                         | DDR3-1600             | 25.6                    | 185                             | 11.3 (11_0)                     | 4.5                             | 1.2                             | 65      | A4-4000, A4-5300                        |
| Radeon HD 7540D | 1 de junho de 2012 | Scrapper   | TeraScale 3 | 32       | 760              | —                | 192:12:4    | Desconhecido          | Desconhecido          | 128                         | DDR3-1866             | 29.9                    | 292                             | 11.3 (11_0)                     | 4.5                             | 1.2                             | 65      | A6-5400K                                |
| Radeon HD 7560D | 1 de junho de 2012 | Devastator | TeraScale 3 | 32       | 760              | —                | 256:16:4    | Desconhecido          | Desconhecido          | 128                         | DDR3-1866             | 29.9                    | 389                             | 11.3 (11_0)                     | 4.5                             | 1.2                             | 65 100  | A8-5500, A8-5600K                       |
| Radeon HD 7660D | 1 de junho de 2012 | Devastator | TeraScale 3 | 32       | 760              | 800              | 384:24:8    | 16.2                  | 2.7                   | 128                         | DDR3-1866             | 29.9                    | 584 614                         | 11.3 (11_0)                     | 4.5                             | 1.2                             | 65 100  | A10-5700 (760 MHz), A10-5800K (800 MHz) |

1. ↑  Shaders Unificados: Unidades de Mapeamento de Textura: Unidades de Saída de Renderização
2. ↑  TDP especificado para projetos de referência AMD, inclui consumo de energia da CPU. O TDP real dos produtos de varejo pode variar.
3. ↑  OpenGL 4.5 possível para Terascale 3 com AMD Radeon Software Crimson Beta (driver 15.30 ou superior).[22]
4. 1 2  Não possui codificador de vídeo de hardware

### Produtos Mobile
| Modelo (Codinome)               | Lançamento           | Arquitetura (Fab)   | Core          | Core        | Taxa de preenchimento | Taxa de preenchimento | Poder de processamento (GFLOPS) | Memória       | Memória                            | Memória       | Memória                 | Interface de barramento | TDP (W) |
| Modelo (Codinome)               | Lançamento           | Arquitetura (Fab)   | Config        | Clock (MHz) | Textura (GT/s)        | Pixel (GP/s)          | Poder de processamento (GFLOPS) | Tamanho (GiB) | Tipo e largura do barramento (bit) | Memória (MHz) | Largura de banda (GB/s) | Interface de barramento | TDP (W) |
| ------------------------------- | -------------------- | ------------------- | ------------- | ----------- | --------------------- | --------------------- | ------------------------------- | ------------- | ---------------------------------- | ------------- | ----------------------- | ----------------------- | ------- |
| Radeon HD 7430M (Seymour Pro)   | 7 de janeiro de 2012 | TeraScale 2 (40 nm) | 160:8:4:2     | 600         | 4.8                   | 2.4                   | 192                             | 1             | DDR3 64-bit                        | 900           | 14.4                    | PCIe 2.1 ×16            | 7       |
| Radeon HD 7450M (Seymour Pro)   | 7 de janeiro de 2012 | TeraScale 2 (40 nm) | 160:8:4:2     | 700         | 5.6                   | 2.8                   | 224                             | 1             | DDR3 GDDR5 64-bit                  | 900 800       | 14.4 25.6               | PCIe 2.1 ×16            | 7       |
| Radeon HD 7470M (Seymour XT)    | 7 de janeiro de 2012 | TeraScale 2 (40 nm) | 160:8:4:2     | 750 800     | 6 6.4                 | 3.0 3.2               | 240 256                         | 1             | DDR3 GDDR5 64-bit                  | 900 800       | 14.4 25.6               | PCIe 2.1 ×16            | 7~9     |
| Radeon HD 7490M (Seymour XTX)   | 7 de janeiro de 2012 | TeraScale 2 (40 nm) | 160:8:4:2     | 800         | 6.4                   | 3.2                   | 256                             | 1             | GDDR5 64-bit                       | 950           | 30.4                    | PCIe 2.1 ×16            | 9       |
| Radeon HD 7510M (Thames LE)     | 7 de janeiro de 2012 | TeraScale 2 (40 nm) | 400:20:8:5    | 450         | 9.0                   | 3.6                   | 360                             | 1             | DDR3 64-bit                        | 800           | 12.8                    | PCIe 2.1 ×16            | 11      |
| Radeon HD 7530M (Thames LP)     | 7 de janeiro de 2012 | TeraScale 2 (40 nm) | 400:24:8:5    | 450         | 9.0                   | 3.6                   | 360                             | 1             | DDR3 64-bit                        | 900           | 14.4                    | PCIe 2.1 ×16            | 11      |
| Radeon HD 7550M (Thames Pro)    | 7 de janeiro de 2012 | TeraScale 2 (40 nm) | 400:20:8:5    | 450 550     | 9.0 11.0              | 3.6 4.4               | 360 440                         | 1             | DDR3 GDDR5 64-bit                  | 900 800       | 14.4 25.6               | PCIe 2.1 ×16            | 13      |
| Radeon HD 7570M (Thames Pro)    | 7 de janeiro de 2012 | TeraScale 2 (40 nm) | 400:20:8:5    | 450 650     | 9.0 13.0              | 3.6 5.2               | 360 520                         | 1             | DDR3 GDDR5 64-bit                  | 900 800       | 14.4 25.6               | PCIe 2.1 ×16            | 13~15   |
| Radeon HD 7590M (Thames XT)     | 7 de janeiro de 2012 | TeraScale 2 (40 nm) | 480:24:8:6    | 600         | 14.4                  | 4.8                   | 576                             | 1             | GDDR5 64-bit                       | 800           | 25.6                    | PCIe 2.1 ×16            | 18      |
| Radeon HD 7610M (Thames LE)     | 7 de janeiro de 2012 | TeraScale 2 (40 nm) | 400:20:8:5    | 450         | 9.0                   | 3.6                   | 360                             | 1             | DDR3 128-bit                       | 800           | 25.6                    | PCIe 2.1 ×16            | 20      |
| Radeon HD 7630M (Thames LP)     | 7 de janeiro de 2012 | TeraScale 2 (40 nm) | 480:24:8:6    | 450         | 10.8                  | 3.6                   | 432                             | 1             | DDR3 128-bit                       | 800           | 25.6                    | PCIe 2.1 ×16            | 20~25   |
| Radeon HD 7650M (Thames Pro)    | 7 de janeiro de 2012 | TeraScale 2 (40 nm) | 480:24:8:6    | 450 550     | 10.8 13.2             | 3.6 4.4               | 432 528                         | 1             | DDR3 128-bit                       | 800           | 25.6                    | PCIe 2.1 ×16            | 20~25   |
| Radeon HD 7670M (Thames Pro)    | 7 de janeiro de 2012 | TeraScale 2 (40 nm) | 480:24:8:6    | 600         | 14.4                  | 4.8                   | 576                             | 1             | DDR3 GDDR5 128-bit                 | 900           | 28.8 57.6               | PCIe 2.1 ×16            | 20~25   |
| Radeon HD 7690M (Thames XT)     | 7 de janeiro de 2012 | TeraScale 2 (40 nm) | 480:24:8:6    | 725 600     | 17.4 14.4             | 5.8 4.8               | 696 576                         | 1 2           | DDR3 GDDR5 128-bit                 | 900           | 28.8 57.6               | PCIe 2.1 ×16            | 20~25   |
| Radeon HD 7690M XT (Thames XTX) | 7 de janeiro de 2012 | TeraScale 2 (40 nm) | 480:24:8:6    | 725         | 17.4                  | 5.8                   | 696                             | 1 2           | GDDR5 128-bit                      | 900           | 57.6                    | PCIe 2.1 ×16            | 25      |
| Radeon HD 7730M (Chelsea LP)    | 24 de abril de 2012  | GCN 1st gen (28 nm) | 512:32:16:8   | 575 675     | 18.4 21.6             | 9.2 10.8              | 588.8 691.2                     | 2             | GDDR3 128-bit                      | 900           | 28.8                    | PCIe 2.1 ×16            | 25~28   |
| Radeon HD 7750M (Chelsea Pro)   | 24 de abril de 2012  | GCN 1st gen (28 nm) | 512:32:16:8   | 575         | 18.4                  | 9.2                   | 588.8                           | 1 2           | GDDR5 128-bit                      | 1000          | 64                      | PCIe 2.1 ×16            | 28      |
| Radeon HD 7770M (Chelsea XT)    | 24 de abril de 2012  | GCN 1st gen (28 nm) | 512:32:16:8   | 675         | 21.6                  | 10.8                  | 691.2                           | 1 2           | GDDR5 128-bit                      | 1000          | 64                      | PCIe 2.1 ×16            | 32      |
| Radeon HD 7850M (Heathrow Pro)  | 24 de abril de 2012  | GCN 1st gen (28 nm) | 640:40:16:10  | 675         | 27                    | 10.8                  | 864                             | 2             | GDDR5 128-bit                      | 1000          | 64                      | PCIe 3.0 ×16            | 40      |
| Radeon HD 7870M (Heathrow XT)   | 24 de abril de 2012  | GCN 1st gen (28 nm) | 640:40:16:10  | 800         | 32                    | 12.8                  | 1024                            | 2             | GDDR5 128-bit                      | 1000          | 64                      | PCIe 3.0 ×16            | 40–45   |
| Radeon HD 7970M (Wimbledon XT)  | 24 de abril de 2012  | GCN 1st gen (28 nm) | 1280:80:32:20 | 850         | 68                    | 27.2                  | 2176                            | 2 4           | GDDR5 256-bit                      | 1200          | 153.6                   | PCIe 3.0 ×16            | 75      |

1. ↑  Shaders Unificados: Unidades de Mapeamento de Textura: Unidades de Saída de Renderização
2. ↑  A taxa de transferência de dados GDDR5 é quádruplo de seu clock nominal, em vez do dobro que ocorre com a memória DDR.
3. 1 2 3 4 5 6 7 8  Falta codificador de vídeo de hardware

### Produtos integrados (IGP)
| Modelo (Codinome)            | Lançamento            | Arquitetura (Fab)   | Core config | Clock rate (MHz) | Clock rate (MHz) | Taxa de preenchimento | Taxa de preenchimento | Poder de processamento (GFLOPS) | Memória compartilhada              | Memória compartilhada | Memória compartilhada   |
| Modelo (Codinome)            | Lançamento            | Arquitetura (Fab)   | Core config | Core (MHz)       | Boost (MHz)      | Pixel (GP/s)          | Textura (GT/s)        | Poder de processamento (GFLOPS) | Tipo e largura do barramento (bit) | Clock                 | Largura de banda (GB/s) |
| ---------------------------- | --------------------- | ------------------- | ----------- | ---------------- | ---------------- | --------------------- | --------------------- | ------------------------------- | ---------------------------------- | --------------------- | ----------------------- |
| Radeon HD 7400G (Scrapper)   | 1 de setembro de 2012 | TeraScale 3 (32 nm) | 192:12:4    | 327              | 424              | 1.31                  | 3.92                  | 125.57                          | DDR3 128-bit                       | 1333 a 2133           | 21.33–34.13             |
| Radeon HD 7420G (Scrapper)   | 1 de junho de 2012    | TeraScale 3 (32 nm) | 128:8:4     | 480              | 655              | 1.92                  | 3.84                  | 122.88                          | DDR3 128-bit                       | 1333 a 2133           | 21.33–34.13             |
| Radeon HD 7500G (Scrapper)   | 15 de maio de 2012    | TeraScale 3 (32 nm) | 256:16:8    | 327              | 424              | 2.62                  | 5.23                  | 167.42                          | DDR3 128-bit                       | 1333 a 2133           | 21.33–34.13             |
| Radeon HD 7520G (Scrapper)   | 1 de junho de 2012    | TeraScale 3 (32 nm) | 192:12:4    | 496              | 685              | 1.98                  | 5.95                  | 190.46                          | DDR3 128-bit                       | 1333 a 2133           | 21.33–34.13             |
| Radeon HD 7600G (Devastator) | 1 de setembro de 2012 | TeraScale 3 (32 nm) | 384:24:8    | 320              | 424              | 2.56                  | 7.68                  | 245.76                          | DDR3 128-bit                       | 1333 a 2133           | 21.33–34.13             |
| Radeon HD 7620G (Devastator) | 15 de maio de 2012    | TeraScale 3 (32 nm) | 384:24:8    | 360              | 497              | 2.88                  | 8.64                  | 276.48                          | DDR3 128-bit                       | 1333 a 2133           | 21.33–34.13             |
| Radeon HD 7640G (Devastator) | 15 de maio de 2012    | TeraScale 3 (32 nm) | 256:16:8    | 496              | 685              | 3.97                  | 7.94                  | 253.95                          | DDR3 128-bit                       | 1333 a 2133           | 21.33–34.13             |
| Radeon HD 7660G (Devastator) | 15 de maio de 2012    | TeraScale 3 (32 nm) | 384:24:8    | 496              | 685              | 3.97                  | 11.9                  | 380.93                          | DDR3 128-bit                       | 1333 a 2133           | 21.33–34.13             |

1. ↑  Shaders Unificados: Unidades de Mapeamento de Textura: Unidades de Saída de Renderização
2. ↑  Falta codificador de vídeo de hardware

## Tabela de recursos Radeon
A tabela a seguir mostra os recursos das GPUs da AMD / ATI (consulte também: Lista de unidades de processamento gráfico da AMD).
| Lançamento                   | 1986                        | 1991                       | Abril 1996                 | Março 1997                 | Agosto 1998                | Abril 2000                 | Agosto 2001                              | Setembro 2002                            | Maio 2004                                | Outubro 2005                             | Maio 2007                        | Novembro 2007                    | Junho 2008                       | Setembro 2009                                           | Outubro 2010                                                               | Janeiro 2012                                            | Setembro 2013 | Junho 2015 | Junho 2016, Abril 2017, Agosto 2019                                                                                  | Junho 2017, Fevereiro 2019                                                                                           | Julho 2019                                                                                          | Novembro 2020                                                                                       | Dezembro 2022                      |       |       |       |
| Nome de marketing            | Wonder                      | Mach                       | 3D Rage                    | Rage Pro                   | Rage 128                   | Radeon 7000                | Radeon 8000                              | Radeon 9000                              | Radeon X700/X800                         | Radeon X1000                             | Radeon HD 2000                   | Radeon HD 3000                   | Radeon HD 4000                   | Radeon HD 5000                                          | Radeon HD 6000                                                             | Radeon HD 7000                                          | Radeon 200 | Radeon 300 | Radeon 400/500/600                                                                                                   | Radeon RX Vega, Radeon VII                                                                                           | Radeon RX 5000                                                                                      | Radeon RX 6000                                                                                      | Radeon RX 7000                     |       |       |       |
| Suporte AMD                  | Terminou                    | Terminou                   | Terminou                   | Terminou                   | Terminou                   | Terminou                   | Terminou                                 | Terminou                                 | Terminou                                 | Terminou                                 | Terminou                         | Terminou                         | Terminou                         | Terminou                                                | Terminou                                                                   | Terminou                                                | Terminou | Terminou | Atual | Atual | Atual                                                                                               | Atual                                                                                               | Atual                              | Atual | Atual | Atual |
| Tipo                         | 2D                          | 2D                         | 3D                         | 3D                         | 3D                         | 3D                         | 3D                                       | 3D                                       | 3D                                       | 3D                                       | 3D                               | 3D                               | 3D                               | 3D                                                      | 3D                                                                         | 3D                                                      | 3D | 3D | 3D | 3D | 3D                                                                                                  | 3D                                                                                                  | 3D                                 |       |       |       |
| Conjunto de instruções       | Não conhecido publicamente  | Não conhecido publicamente | Não conhecido publicamente | Não conhecido publicamente | Não conhecido publicamente | Não conhecido publicamente | Não conhecido publicamente               | Não conhecido publicamente               | Não conhecido publicamente               | Não conhecido publicamente               | Conjunto de instruções TeraScale | Conjunto de instruções TeraScale | Conjunto de instruções TeraScale | Conjunto de instruções TeraScale                        | Conjunto de instruções TeraScale                                           | Conjunto de instruções GCN                              | Conjunto de instruções GCN                                                                                           | Conjunto de instruções GCN                                                                                           | Conjunto de instruções GCN                                                                                           | Conjunto de instruções GCN                                                                                           | Conjunto de instruções RDNA                                                                         | Conjunto de instruções RDNA                                                                         | Conjunto de instruções RDNA        |       |       |       |
| Microarquitetura             | Não conhecido publicamente  | Não conhecido publicamente | Não conhecido publicamente | Não conhecido publicamente | Não conhecido publicamente | Não conhecido publicamente | Não conhecido publicamente               | Não conhecido publicamente               | Não conhecido publicamente               | Não conhecido publicamente               | TeraScale 1 (VLIW)               | TeraScale 1 (VLIW)               | TeraScale 1 (VLIW)               | TeraScale 2 (VLIW5)                                     | \| TeraScale 2 (VLIW5) até 68xx \| TeraScale 3 (VLIW4) em 69xx [24][25] \| | GCN 1st gen                                             | GCN 2nd gen | GCN 3rd gen | GCN 4th gen | GCN 5th gen | RDNA                                                                                                | RDNA 2                                                                                              | RDNA 3                             |       |       |       |
| Tipo                         | Pipieline fixo              | Pipieline fixo             | Pipieline fixo             | Pipieline fixo             | Pipieline fixo             | Pipieline fixo             | Pipelies de pixel e vértice programáveis | Pipelies de pixel e vértice programáveis | Pipelies de pixel e vértice programáveis | Pipelies de pixel e vértice programáveis | Modelo de shader unificado       | Modelo de shader unificado       | Modelo de shader unificado       | Modelo de shader unificado                              | Modelo de shader unificado                                                 | Modelo de shader unificado                              | Modelo de shader unificado                                                                                           | Modelo de shader unificado                                                                                           | Modelo de shader unificado                                                                                           | Modelo de shader unificado                                                                                           | Modelo de shader unificado                                                                          | Modelo de shader unificado                                                                          | Modelo de shader unificado         |       |       |       |
| Direct3D                     | —                           | —                          | 5.0                        | 6.0                        | 6.0                        | 7.0                        | 8.1                                      | 9.0 11 (9_2)                             | 9.0b 11 (9_2)                            | 9.0c 11 (9_3)                            | 10.0 11 (10_0)                   | 10.1 11 (10_1)                   | 10.1 11 (10_1)                   | 11 (11_0)                                               | 11 (11_0)                                                                  | 11 (11_1) 12 (11_1)                                     | 11 (12_0) 12 (12_0)                                                                                                  | 11 (12_0) 12 (12_0)                                                                                                  | 11 (12_0) 12 (12_0)                                                                                                  | 11 (12_1) 12 (12_1)                                                                                                  | 11 (12_1) 12 (12_1)                                                                                 | 11 (12_1) 12 (12_2)                                                                                 | 11 (12_1) 12 (12_2)                |       |       |       |
| Modelo de shader             | —                           | —                          | —                          | —                          | —                          | —                          | 1.4                                      | 2.0+                                     | 2.0b                                     | 3.0                                      | 4.0                              | 4.1                              | 4.1                              | 5.0                                                     | 5.0                                                                        | 5.1                                                     | 5.1 6.5 | 5.1 6.5 | 5.1 6.5 | 6.7 | 6.7                                                                                                 | 6.7                                                                                                 | 6.7                                |       |       |       |
| OpenGL                       | —                           | —                          | —                          | 1.1                        | 1.2                        | 1.3                        | 1.3                                      | 2.1                                      | 2.1                                      | 2.1                                      | 3.3                              | 3.3                              | 3.3                              | 4.5 (no Linux: 4.5 (Mesa 3D 21.0))                      | 4.5 (no Linux: 4.5 (Mesa 3D 21.0))                                         | 4.6 (no Linux: 4.6 (Mesa 3D 20.0))                      | 4.6 (no Linux: 4.6 (Mesa 3D 20.0))                                                                                   | 4.6 (no Linux: 4.6 (Mesa 3D 20.0))                                                                                   | 4.6 (no Linux: 4.6 (Mesa 3D 20.0))                                                                                   | 4.6 (no Linux: 4.6 (Mesa 3D 20.0))                                                                                   | 4.6 (no Linux: 4.6 (Mesa 3D 20.0))                                                                  | 4.6 (no Linux: 4.6 (Mesa 3D 20.0))                                                                  | 4.6 (no Linux: 4.6 (Mesa 3D 20.0)) |       |       |       |
| Vulkan                       | —                           | —                          | —                          | —                          | —                          | —                          | —                                        | —                                        | —                                        | —                                        | —                                | —                                | —                                | —                                                       | —                                                                          | 1.0 (Win 7+ ou Mesa 17+)                                | 1.2 (Adrenalin 20.1.2, Linux Mesa 3D 20.0) 1.3 (GCN 4 e superior (com Adrenalin 22.1.2, Mesa 22.0))                  | 1.2 (Adrenalin 20.1.2, Linux Mesa 3D 20.0) 1.3 (GCN 4 e superior (com Adrenalin 22.1.2, Mesa 22.0))                  | 1.2 (Adrenalin 20.1.2, Linux Mesa 3D 20.0) 1.3 (GCN 4 e superior (com Adrenalin 22.1.2, Mesa 22.0))                  | 1.2 (Adrenalin 20.1.2, Linux Mesa 3D 20.0) 1.3 (GCN 4 e superior (com Adrenalin 22.1.2, Mesa 22.0))                  | 1.2 (Adrenalin 20.1.2, Linux Mesa 3D 20.0) 1.3 (GCN 4 e superior (com Adrenalin 22.1.2, Mesa 22.0)) | 1.2 (Adrenalin 20.1.2, Linux Mesa 3D 20.0) 1.3 (GCN 4 e superior (com Adrenalin 22.1.2, Mesa 22.0)) | 1.3                                |       |       |       |
| OpenCL                       | —                           | —                          | —                          | —                          | —                          | —                          | —                                        | —                                        | —                                        | —                                        | Close to Metal                   | Close to Metal                   | 1.1 (sem suporte Mesa 3D)        | 1.2 (no Linux: 1.1 (sem suporte de imagem) com Mesa 3D) | 1.2 (no Linux: 1.1 (sem suporte de imagem) com Mesa 3D)                    | 1.2 (no Linux: 1.1 (sem suporte de imagem) com Mesa 3D) | 2.0 (Adrenalin driver no Win7+) (no Linux: 1.1 (sem suporte de imagem) com Mesa 3D, 2.0 com drivers AMD ou AMD ROCm) | 2.0 (Adrenalin driver no Win7+) (no Linux: 1.1 (sem suporte de imagem) com Mesa 3D, 2.0 com drivers AMD ou AMD ROCm) | 2.0 (Adrenalin driver no Win7+) (no Linux: 1.1 (sem suporte de imagem) com Mesa 3D, 2.0 com drivers AMD ou AMD ROCm) | 2.0 (Adrenalin driver no Win7+) (no Linux: 1.1 (sem suporte de imagem) com Mesa 3D, 2.0 com drivers AMD ou AMD ROCm) | 2.0                                                                                                 | 2.1                                                                                                 | ?                                  |       |       |       |
| HSA / ROCm                   | —                           | —                          | —                          | —                          | —                          | —                          | —                                        | —                                        | —                                        | —                                        | —                                | —                                | —                                | —                                                       | —                                                                          | Yes                                                     | Yes | Yes | Yes | Yes | ?                                                                                                   | ?                                                                                                   | ?                                  |       |       |       |
| Decodificação de vídeo ASIC  | —                           | —                          | —                          | —                          | —                          | —                          | —                                        | —                                        | —                                        | —                                        | Avivo/UVD                        | UVD+                             | UVD 2                            | UVD 2.2                                                 | UVD 3                                                                      | UVD 4                                                   | UVD 4.2 | UVD 5.0 ou 6.0 | UVD 6.3 | UVD 7 | VCN 2.0                                                                                             | VCN 3.0                                                                                             | ?                                  |       |       |       |
| Codificação de vídeo ASIC    | —                           | —                          | —                          | —                          | —                          | —                          | —                                        | —                                        | —                                        | —                                        | —                                | —                                | —                                | —                                                       | —                                                                          | VCE 1.0                                                 | VCE 2.0 | VCE 3.0 or 3.1 | VCE 3.4 | VCE 4.0 | VCN 2.0                                                                                             | VCN 3.0                                                                                             | ?                                  |       |       |       |
| Fluid Motion ASIC            | Não                         | Não                        | Não                        | Não                        | Não                        | Não                        | Não                                      | Não                                      | Não                                      | Não                                      | Não                              | Não                              | Não                              | Não                                                     | Não                                                                        | Não                                                     | Yes | Yes | Yes | Yes | Não                                                                                                 | Não                                                                                                 | ?                                  |       |       |       |
| Economia de energia          | ?                           | ?                          | ?                          | ?                          | ?                          | ?                          | ?                                        | ?                                        | ?                                        | ?                                        | PowerPlay                        | PowerPlay                        | PowerPlay                        | PowerPlay                                               | PowerTune                                                                  | PowerTune & ZeroCore Power                              | PowerTune & ZeroCore Power                                                                                           | PowerTune & ZeroCore Power                                                                                           | PowerTune & ZeroCore Power                                                                                           | PowerTune & ZeroCore Power                                                                                           | ?                                                                                                   | ?                                                                                                   | ?                                  |       |       |       |
| TrueAudio                    | —                           | —                          | —                          | —                          | —                          | —                          | —                                        | —                                        | —                                        | —                                        | —                                | —                                | —                                | —                                                       | —                                                                          | —                                                       | Através de DSP dedicado                                                                                              | Através de DSP dedicado                                                                                              | Através de shaders                                                                                                   | Através de shaders                                                                                                   | Através de shaders                                                                                  | ?                                                                                                   | ?                                  |       |       |       |
| FreeSync                     | —                           | —                          | —                          | —                          | —                          | —                          | —                                        | —                                        | —                                        | —                                        | —                                | —                                | —                                | —                                                       | —                                                                          | —                                                       | 1 2 | 1 2 | 1 2 | 1 2 | 1 2                                                                                                 | 1 2                                                                                                 | ?                                  |       |       |       |
| HDCP                         | ?                           | ?                          | ?                          | ?                          | ?                          | ?                          | ?                                        | ?                                        | ?                                        | ?                                        | ?                                | ?                                | ?                                | ?                                                       | ?                                                                          | ?                                                       | 1.4 | 1.4 | 2.2 | 2.2 | 2.3                                                                                                 | 2.3                                                                                                 | 2.3                                |       |       |       |
| PlayReady                    | —                           | —                          | —                          | —                          | —                          | —                          | —                                        | —                                        | —                                        | —                                        | —                                | —                                | —                                | —                                                       | —                                                                          | —                                                       | — | — | 3.0 | Não | 3.0                                                                                                 | ?                                                                                                   | ?                                  |       |       |       |
| Exibições suportadas         |                             |                            |                            |                            |                            | 1–2                        | 2                                        | 2                                        | 2                                        | 2                                        | 2                                | 2                                | 2                                | 2–6                                                     | 2–6                                                                        | 2–6                                                     | 2–6 | 2–6 | 2–6 | 2–6 | ?                                                                                                   | ?                                                                                                   | ?                                  |       |       |       |
| Máx. resolução               | ?                           | ?                          | ?                          | ?                          | ?                          | ?                          | ?                                        | ?                                        | ?                                        | ?                                        | ?                                | ?                                | ?                                | 2–6 × 2560×1600                                         | 2–6 × 2560×1600                                                            | 2–6 × 4096×2160 @ 30 Hz                                 | 2–6 × 4096×2160 @ 30 Hz                                                                                              | 2–6 × 4096×2160 @ 30 Hz                                                                                              | 2–6 × 5120×2880 @ 60 Hz                                                                                              | 3 × 7680×4320 @ 60 Hz                                                                                                | 7680×4320 @ 60 Hz PowerColor                                                                        | 7680×4320 @ 60 Hz PowerColor                                                                        | ?                                  |       |       |       |
| /drm/radeon                  |                             |                            |                            |                            |                            | Yes                        | Yes                                      | Yes                                      | Yes                                      | Yes                                      | Yes                              | Yes                              | Yes                              | Yes                                                     | Yes                                                                        | Yes                                                     | Yes | — | — | — | —                                                                                                   | —                                                                                                   | ?                                  |       |       |       |
| /drm/amdgpu                  | —                           | —                          | —                          | —                          | —                          | —                          | —                                        | —                                        | —                                        | —                                        | —                                | —                                | —                                | —                                                       | —                                                                          | Experimental                                            | Experimental | Yes | Yes | Yes | Yes                                                                                                 | Yes                                                                                                 | ?                                  |       |       |       |
| TeraScale 2 (VLIW5) até 68xx | TeraScale 3 (VLIW4) em 69xx |                            |                            |                            |                            |                            |                                          |                                          |                                          |                                          |                                  |                                  |                                  |                                                         |                                                                            |                                                         | | | | | | |                                    |       |       |       |

1. ↑   A série Radeon 100 possui sombreadores de pixel programáveis, mas não é totalmente compatível com DirectX 8 ou Pixel Shader 1.0. Veja o artigo sobre Pixel shaders do R100.
2. ↑  Os cartões baseados em R300, R400 e R500 não são totalmente compatíveis com OpenGL 2+, pois o hardware não oferece suporte a todos os tipos de texturas não-potência de dois (NPOT).
3. ↑  A conformidade com OpenGL 4+ requer suporte a shaders FP64 e estes são emulados em alguns chips TeraScale usando hardware de 32 bits.
4. 1 2 3  O UVD e o VCE foram substituídos pelo Video Core Next (VCN) ASIC na APU Raven Ridge do Vega.
5. ↑  Processamento de vídeo ASIC para técnica de interpolação de taxa de quadros de vídeo. No Windows funciona como um filtro DirectShow no seu player. No Linux, não há suporte por parte dos drivers e/ou da comunidade.
6. 1 2  Para reproduzir conteúdo de vídeo protegido, também é necessário suporte a cartão, sistema operacional, driver e aplicativo. Um monitor HDCP compatível também é necessário para isso. O HDCP é obrigatório para a saída de certos formatos de áudio, colocando restrições adicionais na configuração de multimídia.
7. ↑  Mais monitores podem ser suportados com conexões DisplayPort nativas ou dividindo a resolução máxima entre vários monitores com conversores ativos.
8. 1 2  DRM (Direct Rendering Manager) é um componente do kernel do Linux. AMDgpu é o módulo do kernel do Linux. O suporte nesta tabela refere-se à versão mais atual.

## Drivers de dispositivos gráficos

### Driver de dispositivo gráfico proprietário da AMD "Catalyst"
O AMD Catalyst está sendo desenvolvido para Microsoft Windows e Linux. Desde julho de 2014, outros sistemas operacionais não são oficialmente suportados. Isso pode ser diferente para a marca AMD FirePro, que é baseada em hardware idêntico, mas apresenta drivers de dispositivos gráficos certificados pela OpenGL.
O AMD Catalyst suporta todos os recursos anunciados para a marca Radeon.

### Driver de dispositivo gráfico gratuito e de código aberto "Radeon"
Os drivers gratuitos e de código aberto são desenvolvidos principalmente no Linux e para Linux, mas também foram portados para outros sistemas operacionais. Cada driver é composto por cinco partes:
1. Componente do kernel do Linux DRM
2. Driver KMS do componente do kernel do Linux: basicamente o driver de dispositivo para o controlador de exibição
3. componente de espaço do usuário libDRM
4. componente de espaço do usuário no Mesa 3D;
5. um driver de dispositivo gráfico 2D especial e distinto para o X.Org Server, que finalmente será substituído pelo replaced by Glamor

O driver gráfico "Radeon" gratuito e de código aberto suporta a maioria dos recursos implementados na linha de GPUs Radeon.
Os drivers de dispositivos gráficos "Radeon" gratuitos e de código aberto não são de engenharia reversa, mas baseados na documentação lançada pela AMD.